# Renato González de la Hoz
Renato Patricio González De La Hoz (San Ramón, Santiago, 19 de febrero de 1990) es un futbolista chileno. Juega de mediocampista en Real San Joaquín de la Segunda División de Chile.

## Carrera
Desde los 8 años formó parte de las divisiones inferiores del club Palestino. En 2003 con 13 años jugó por su comuna, San Ramón, en la Copa Chilectra, donde su equipo disputó la final, cayendo ante Conchalí. En el torneo fue la principal figura y goleador histórico con 37 goles.
Tras buenas campañas en las inferiores del club árabe finalmente dio el gran salto a la primera división el 2008 en la derrota de su equipo contra Cobreloa por 3 a 2 en el Apertura. Tras su debut solo ha tenido esporádicas apariciones en el cuadro árabe, tuvo problemas para jugar por problemas con los dirigentes de su club. En el 2010 tras terminar contrato con su club formador comienza a entrenar en la Universidad de Chile donde lo planeaban fichar pero finalmente recala en el Ponte Preta del fútbol brasileño.
Posteriormente, tiene unos breves pasos por Universidad de Concepción y por Club de Deportes Cobresal. A mediados de 2011, ficha por Club Deportivo San Marcos de Arica de la Primera B de Chile, donde, ya en el año 2012 consigue subir a la Primera División de Chile con el cuadro ariqueño, siendo pieza fundamental en el esquema de Luis Marcoleta.

### Universidad de Chile
En mayo del 2015 ficha por la Universidad de Chile de la Primera División de Chile a préstamo por una temporada. En enero del 2016 acuerda finalizar anticipadamente su préstamo, al ser no ser considerado por el recién llegado técnico Sebastián Beccacece.

## Selección nacional
Renato ha sido llamado desde la Sub-15 a la Selección Chilena donde ha participado en el Campeonato Sudamericano Sub-15 de 2005 y el Campeonato Sudamericano Sub-17 de 2007 quedando dos años después fuera del sudamericano de la categoría Sub-20.
Además de sus participaciones en las divisiones inferiores de la "Roja", desde el 2007 forma parte de la selección sparring de Marcelo Bielsa, debutando en la selección mayor el 4 de noviembre del 2009 en un amistoso como local frente a Paraguay (2-1), donde marcó su primer gol por la "Roja" adulta, lo anteriormente mencionado hizo que saltara a la fama.

### Partidos internacionales
| 1     | 4 de noviembre de 2009 | Estadio CAP, Concepción, Chile | Chile      | 2-1 | Paraguay | Anotado |   | Marcelo Bielsa | Amistoso |
| Total | Total                  | Total                          | Presencias | 1   | Goles    | 1       | 0 |                |          |

| Selección chilena | Selección chilena | Selección chilena |
| Año               | Partidos          | Goles             |
| ----------------- | ----------------- | ----------------- |
| 2009              | 1                 | 1                 |
| Total             | 1                 | 1                 |

## Clubes
| Club                            | País   | Año       |
| ------------------------------- | ------ | --------- |
| Palestino                       | Chile  | 2008-2009 |
| Ponte Preta                     | Brasil | 2010      |
| Universidad de Concepción       | Chile  | 2011      |
| Cobresal                        | Chile  | 2011      |
| San Marcos de Arica             | Chile  | 2011-2012 |
| Universidad de Concepción       | Chile  | 2013      |
| San Marcos de Arica             | Chile  | 2013-2015 |
| Universidad de Chile (Préstamo) | Chile  | 2015      |
| Universidad de Concepción       | Chile  | 2016-2017 |
| San Marcos de Arica             | Chile  | 2017      |
| Deportes Antofagasta            | Chile  | 2018      |
| Santiago Morning                | Chile  | 2018      |
| San Marcos de Arica             | Chile  | 2019-2021 |
| Deportes Puerto Montt           | Chile  | 2021      |
| Deportes Recoleta               | Chile  | 2022      |
| Deportes Valdivia               | Chile  | 2022-2023 |
| Real San Joaquín                | Chile  | 2024-Act. |

## Títulos

### Campeonatos nacionales
| Título                    | Club                      | País  | Año       |
| ------------------------- | ------------------------- | ----- | --------- |
| Primera B                 | San Marcos de Arica       | Chile | 2012      |
| Primera B                 | Universidad de Concepción | Chile | 2013      |
| Primera B                 | San Marcos de Arica       | Chile | 2013-2014 |
| Supercopa de Chile        | Universidad de Chile      | Chile | 2015      |
| Copa Chile                | Universidad de Chile      | Chile | 2015      |
| Segunda División de Chile | San Marcos de Arica       | Chile | 2019      |